# Le Robert
Le Robert är en ort och kommun i Martinique. Den ligger i den östra delen av Martinique, 16 km nordost om huvudstaden Fort-de-France.